# Propstei Klingnau

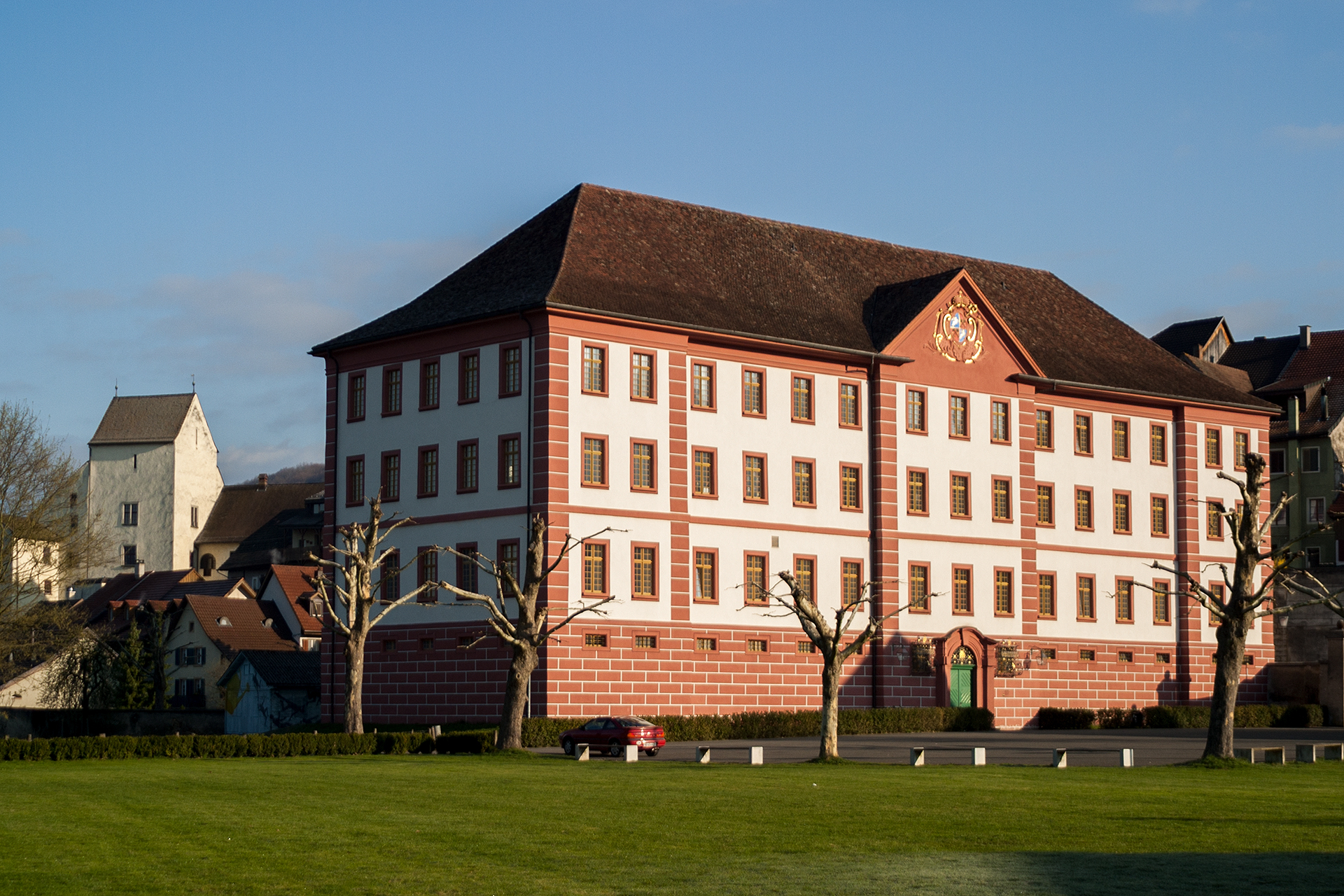
Die Propstei Klingnau, im Hintergrund das Schloss Klingnau

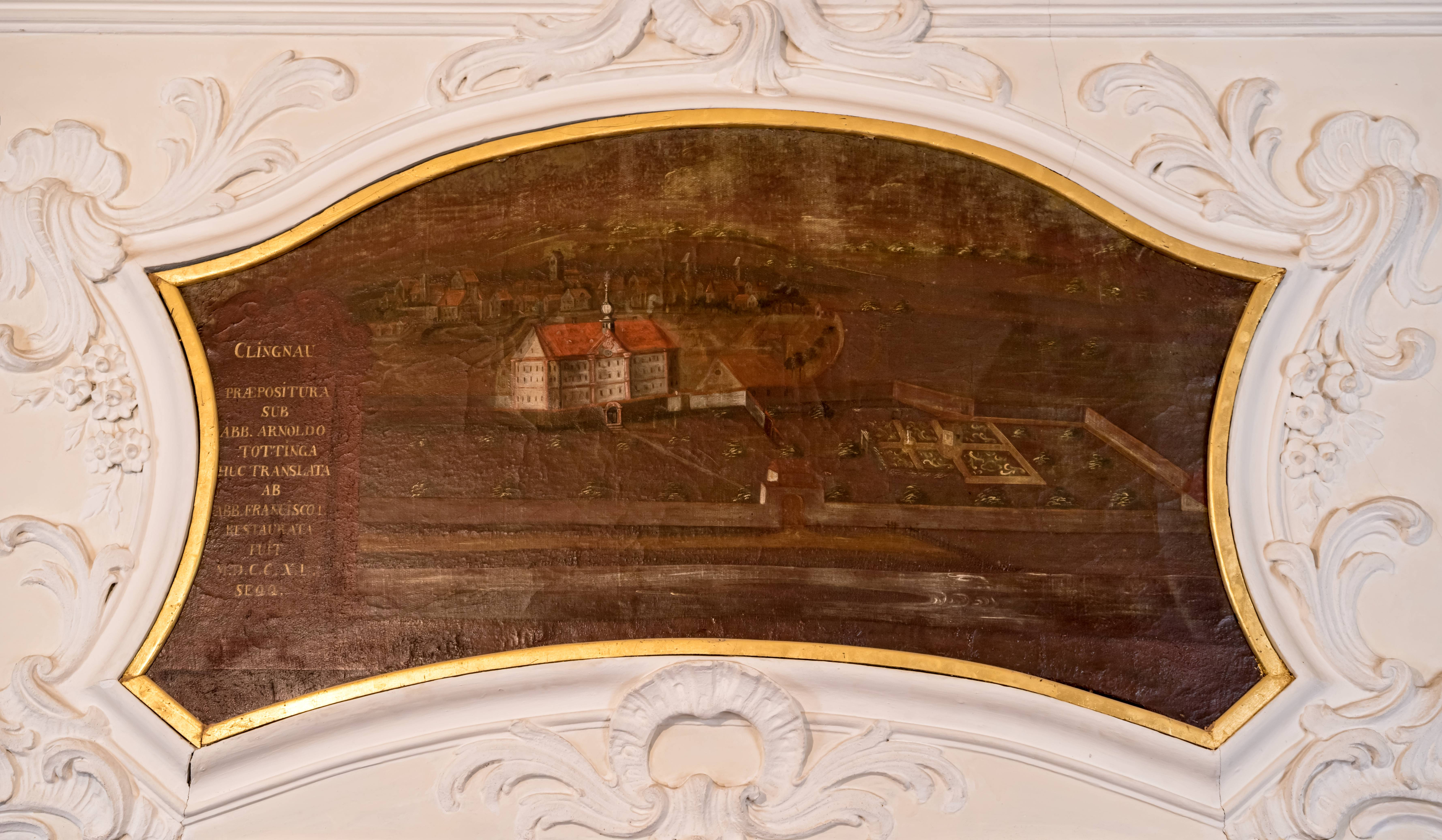
Supraporte im Schloss Bürgeln

Die Propstei Klingnau war ein Verwaltungssitz des Klosters St. Blasien in Klingnau in der Schweiz.

## Geschichte
Im Jahr 1241 tauschte Abt Arnold I. von Berau mit Ulrich von Klingen das Gelände, worauf dieser das Städtlein Klingnau erbauen liess. 1725 kam das Wilhelmiten-Kloster Sion dazu. Als erster Propst wird 1239 Heinrich von Döttingen genannt. Er liess 1250 eine Scheune und ein steinernes Amtshaus errichten, um die Propstei von Döttingen nach Klingnau zu verlegen.
Nachdem der Vorgängerbau am 2. August 1518 abgebrannt war (wobei 13 Männer zu Tode kamen), wurde 1543 unter Propst Jakob Hurter ein neues Propsteigebäude errichtet. Es ist zu sehen auf Matthäus Merians Stadtansicht von 1642. Es war ein kleines Schlösschen mit einem mittigen Treppenturm. Mit der Zeit reichte der Platz für die umfangreiche Verwaltung der Besitzungen nicht mehr aus, auch war es in Krisenzeiten üblich mit dem Konvent von St. Blasien in die Schweiz zu flüchten. Dazu überlegte man einen Neubau zusammen mit dem Kloster Sion, was sich aber als zu aufwändig erwies. In der Regierungszeit des Abt Franz Schächtelin am 14. Januar 1746 kam es zu einem Vertragsabschluss mit Johann Caspar Bagnato. Der Vorgängerbau wurde abgebrochen, die Materialien und Grundmauern soweit möglich wiederverwendet.
Das zwischen 1746 und 1753 nach Plänen des Baumeisters Johann Caspar Bagnato erbaute Gebäude steht auf einer zur Aare hin steil abfallenden Flanke. Neben der Propstei Wislikofen war es die wichtigste Dependanz des Klosters St. Blasien.
Durch die Koalitionskriege kam es zu Einquartierungen von französischen, russischen und österreichischen Truppen und das Gebäude wurde stark in Mitleidenschaft genommen. Vom September 1799 bis März 1800 beherbergte die Propstei 1423 Offiziere und 4680 Mann (das Kloster Sion 4320).
Nach der Säkularisation 1806 fiel die Propstei mit den ehemaligen St. Blasianischen Besitzungen an das Großherzogtum Baden. Die Regierung in Karlsruhe veräußerte den gesamten Besitz mit der Propstei Wislikofen, der Schaffnerei Kaiserstuhl und dem noch verbliebenen Besitz in Zürich und Schaffhausen im Jahr 1812 für 390 000 Gulden an die Gebrüder Guggenheim aus Lengnau, wovon später jedoch noch 30 000 Gulden nachgelassen wurden. Schon im Oktober 1812 verkauften sie es an den Kanton Aargau, dieser wiederum an zwei Klingnauer Bürger. 1875 erwarb es die Schuhfabrik Bally, die umfangreiche Umbauten vornahm. 1901 kaufte es die Stadt Klingnau für die Verwaltung und als Schulgebäude, im Mai 1903 wurde die Schule Klingnau eingeweiht.
Es steht heute unter Denkmalschutz und dient als Schulgebäude und Sitz der Stadtverwaltung Klingnau.

## Liste der Pröpste und Pfleger
| - Heinrich, Propst in Döttingen, dann in Klingnau, 1239–1258 - Berchtold, 1284–1290, († 1311) - Burchard, 1299–1302 - Walther, 1306 - Berchtold, 1316–1317 - Ulrich, 1318–1321 - Heinrich (von?) Hewen, 1322 - Conrad von Rosswangen, 1324–1325 - Johann Künring, 1327–1335 - Hermann Stüre, 1343 - Heinrich Scherer von St. Gallen, 1355–1360 - Ulrich Richlinger, 1361–1364 - Johannes, 1364–1371 - Heinrich Denkinger, 1372–1385 - Conrad Ratt, 1392–1393 - Heinrich Gündelwang, 1398–1401 - Itel Fridinger, 1411–1414 - Claus Höy, 1418 - Jakob Anwart, 1421–1423 - Hans Seiler, 1426 - Hans Vetzer, 1427 - Hans Stoub, 1428–1439 - Cunrad Ulmer, 1440–1449 - Jos am Büel, 1450–1462 - Johann Hüffinger genannt Hans Meßner, 1462–1466 - Paulus Stoffel, 1466 - Heinrich Holl, 1468 - Heinrich Frankh (Propsteiverweser), 1470–1471 - Matthäus von Greuth, 1471–1480 - Diepold von Lupfen, 1482–1483 - Jörg Meyer, 1487–1488 - Heinrich am Rain, 1490–1492 - Hans Stähelin, 1493–1505 - Hans Steinlin, 1506–1513 | - Christoph von Greuth, 1513–1519 (zugleich Bischöflich-Konstanzischer Vogt) - Gallus Haas, 1520 - Jörg Beltz, 1523–1525 - Johannes IV. Wagner 1525–1540 - Jakob Hurter, 1543–1560 - Kaspar Thomas, 1564 - Simon von Breitenlandenberg, 1564–1589 - Georg Haller, 1589–1590 - Martin I. Meister, 1591–1596 - Urban Küenz, 1589–1599 - Martin Gleichauf, 1599–1600 - Johann Georg Rüffelmann, 1601–1603 - Gallus Keller, 1612–1631(†) - Georg Dietschi, 1632–1635 - Benedikt Bebel aus Ensisheim, 1636–1638, danach Abt im Kloster Schuttern - Friedrich Jakob Eggs, 1639–1641 - Jakob Bentlin, 1641–1642 - Paul Schleuninger aus Klingnau, 1643–1651 - Sebastian Ziegler aus Stetten, 1651–1675 - Ildephons Bürk aus Villingen, 1675–1686 (†) - Johann Chrysostomus Wex, 1686–1710 - Viktor Dornblüth, 1710–1711 - Ildephons Schleininger aus Klingnau, 1710–1735 - Cölestin Vogler aus Wolfach, 1735–1739 - Meinrad Troger aus Rheinfelden, (Neubau der Propstei), 1739–1746 - Viktor Zimmermann, 1746–1760 - Adalbert Maurer aus Konstanz, 1761–1780 - Kasimir Christen, 1786–1793 (danach Dekan in St. Blasien) - Berthold Rottler, 1793–1799 - Mauritius Ribbele, 1799–1801 - Vinzenz Ilger, 1802–1806 |